# Coppa delle Coppe 1972-1973
La Coppa delle Coppe 1972-1973 venne conquistata dal Milan nella vittoriosa finale contro il Leeds United. Nello stesso anno la squadra rossonera vinse anche la Coppa Italia, divenendo (dopo la Fiorentina) la seconda squadra tricolore ad abbinare i due trofei nella medesima stagione, e fu inoltre la prima in assoluto a vincere la Coppa delle Coppe per due volte.
I detentori dei Rangers erano squalificati dopo le risse dei tifosi nella finale precedente. Non presero parte a questa edizione neanche squadre dell'Irlanda del Nord, colpita dalla guerra civile.

## Sedicesimi di finale
| Squadra 1            | Totale | Squadra 2       | Andata | Ritorno |
| -------------------- | ------ | --------------- | ------ | ------- |
| SEC Bastia           | 1 - 2  | Atlético Madrid | 0 - 0  | 1 - 2   |
| Spartak Mosca        | 1 - 0  | Den Haag        | 1 - 0  | 0 - 0   |
| Víkingur             | 0 - 11 | Legia Varsavia  | 0 - 2  | 0 - 9   |
| Red Boys Differdange | 1 - 7  | Milan           | 0 - 1  | 1 - 6   |
| Pezoporikos Larnaca  | 2 - 6  | Cork Hibernians | 1 - 2  | 1 - 4   |
| Schalke 04           | 5 - 2  | Slavia Sofia    | 2 - 1  | 3 - 1   |
| Floriana             | 1 - 6  | Ferencváros     | 1 - 0  | 0 - 6   |
| Standard Liegi       | 3 - 4  | Sparta Praga    | 1 - 0  | 2 - 4   |
| Carl Zeiss Jena      | 8 - 4  | MP              | 6 - 1  | 2 - 3   |
| MKE Ankaragücü       | 1 - 2  | Leeds United    | 1 - 1  | 0 - 1   |
| Rapid Vienna         | 2 - 2  | Paok Salonicco  | 0 - 0  | 2 - 2   |
| Rapid Bucarest       | 3 - 1  | Landskrona BoIS | 3 - 0  | 0 - 1   |
| Sporting Lisbona     | 3 - 7  | Hibernian       | 2 - 1  | 1 - 6   |
| Fremad Amager        | 1 - 1  | Besa Kavajë     | 1 - 1  | 0 - 0   |
| Zurigo               | 2 - 3  | Wrexham         | 1 - 1  | 1 - 2   |
| Hajduk Spalato       | 2 - 0  | Fredrikstad     | 1 - 0  | 1 - 0   |

## Ottavi di finale
| Squadra 1       | Totale | Squadra 2      | Andata | Ritorno     |
| --------------- | ------ | -------------- | ------ | ----------- |
| Atlético Madrid | 5 - 5  | Spartak Mosca  | 3 - 4  | 2 - 1       |
| Legia Varsavia  | 2 - 3  | Milan          | 1 - 1  | 1 - 2 (dts) |
| Cork Hibernians | 0 - 3  | Schalke 04     | 0 - 0  | 0 - 3       |
| Ferencváros     | 3 - 4  | Sparta Praga   | 2 - 0  | 1 - 4       |
| Carl Zeiss Jena | 0 - 2  | Leeds United   | 0 - 0  | 0 - 2       |
| Rapid Vienna    | 2 - 4  | Rapid Bucarest | 1 - 1  | 1 - 3       |
| Hibernian       | 8 - 2  | Besa Kavajë    | 7 - 1  | 1 - 1       |
| Wrexham         | 3 - 3  | Hajduk Spalato | 3 - 1  | 0 - 2       |

## Quarti di finale
| Squadra 1     | Totale | Squadra 2      | Andata | Ritorno |
| ------------- | ------ | -------------- | ------ | ------- |
| Spartak Mosca | 1 - 2  | Milan          | 0 - 1  | 1 - 1   |
| Schalke 04    | 2 - 4  | Sparta Praga   | 2 - 1  | 0 - 3   |
| Leeds United  | 8 - 1  | Rapid Bucarest | 5 - 0  | 3 - 1   |
| Hibernian     | 4 - 5  | Hajduk Spalato | 4 - 2  | 0 - 3   |

## Semifinali
| Squadra 1    | Totale | Squadra 2      | Andata | Ritorno |
| ------------ | ------ | -------------- | ------ | ------- |
| Milan        | 2 - 0  | Sparta Praga   | 1 - 0  | 1 - 0   |
| Leeds United | 1 - 0  | Hajduk Spalato | 1 - 0  | 0 - 0   |

## Finale
| Arbitro: | Christos Michas |

|             |           |  |
| Chiarugi 5’ | Marcatori |  |

| Milan | Leeds United |

|               |    |                    |  |     |
|               |    |                    |  |     |
| P             | 1  | Villiam Vecchi     |  |     |
| D             | 2  | Giuseppe Sabadini  |  |     |
| D             | 3  | Giulio Zignoli     |  |     |
| D             | 4  | Angelo Anquilletti |  |     |
| D             | 5  | Maurizio Turone    |  |     |
| C             | 6  | Roberto Rosato     |  | 59’ |
| C             | 10 | Gianni Rivera      |  |     |
| C             | 8  | Romeo Benetti      |  |     |
| A             | 7  | Riccardo Sogliano  |  |     |
| A             | 9  | Alberto Bigon      |  |     |
| A             | 11 | Luciano Chiarugi   |  |     |
| Sostituzioni: |    |                    |  |     |
| C             | 14 | Dario Dolci        |  | 59’ |
| Allenatore:   |    |                    |  |     |
| Nereo Rocco   |    |                    |  |     |

|               |    |                |  |     |
|               |    |                |  |     |
| P             | 1  | David Harvey   |  |     |
| D             | 2  | Paul Reaney    |  |     |
| D             | 3  | Trevor Cherry  |  |     |
| C             | 4  | Mick Bates     |  |     |
| D             | 5  | Paul Madeley   |  |     |
| D             | 6  | Norman Hunter  |  |     |
| C             | 10 | Frank Gray     |  | 54’ |
| C             | 11 | Terry Yorath   |  |     |
| C             | 7  | Peter Lorimer  |  |     |
| A             | 8  | Joe Jordan     |  |     |
| A             | 9  | Mick Jones     |  |     |
| Sostituzioni: |    |                |  |     |
| D             | 12 | Gordon McQueen |  | 54’ |
| Allenatore:   |    |                |  |     |
| Don Revie     |    |                |  |     |